# Atlético Triunfo Asunción
Club Atlético Triunfo – paragwajski klub piłkarski z siedzibą w mieście Asunción.
Klub Atlético Triunfo w 1920 awansował do pierwszej ligi paragwajskiej. W mistrzostwach Paragwaju w 1921 roku Atlético Triunfo zdobył tylko 5 punktów i zająwszy ostatnie 10. miejsce, spadł z pierwszej ligi. Był to jedyny w dziejach występ klubu w pierwszej lidze paragwajskiej.